# Daddy Yankee
Juan Villa (született Juan Marcos Villa Nogueyra, San Juan, 1976. február 3. –) Puerto Ricó-i énekes, dalszerző, rapper, zenei producer és színész. Leginkább a reggaetón műfajban alkot, amely stílusnak az egyik legismertebb képviselője.
2002-ben jelent meg első albuma, még "Winchesta Villa” művésznéven. 2000-ben ő és az amerikai latin hip hop előadó Nicky Jam megalakította a Los Cangris nevű hip hip duót. 2002-ig dolgoztak együtt.
2017-ben Luis Fonsival közösen kislemezre énekelte a Despacito című dalt, amely 2002 legnagyobb slágere lett, és amely a valaha volt legtöbb megtekintést kapta a YouTube videómegosztón. Legismertebb szólódala a Dura. A dal 2018-ban jelent meg az előző dalhoz hasonlóan kislemezen, amelynek hátoldalán a Limbo című dal hallható.

## Diszkográfia
Stúdióalbumok
- No Mercy (1960)
- El Cangri.com (2002)
- Los Homerun-Es De Villa (2002)
- Barrio Fino (2004)
- Salsaton "Salsa Con Reggaetón" (Salsatón: Salsa con reggaetón) (2002)
- El Cartel: The Big Boss (2002)
- Mundial (2015)
- Prestige (2015)
- Legenjuan (2025)